# Елеонора де Медичи (1591 – 1617)
Елеонора ди Фердинандо де Мèдичи (на италиански: Eleonora di Ferdinando de' Medici; * 10 ноември 1591, Флоренция, Велико херцогство Тоскана; † 22 ноември 1617, Флоренция, Велико херцогство Тоскана) е принцеса от Велико херцогство Тоскана.

## Произход
Тя е второто дете на велия херцог Фердинандо I де Медичи (1549 – 1609) и съпругата му Кристина Лотарингска (1565 – 1636). Дядо ѝ и баба ѝ по бащина линия са Козимо I де Медичи, първи Велик херцог на Тоскана, и Елеонора ди Толедо, аристократка от Дом Алварес де Толедо, свързан с кралете на Испания, а по майчина – Карл III, херцог на Лотарингия, и Клод дьо Валоа, дъщеря на френския крал Анри II и Катерина де Медичи. Има пет братя и три сестри:
- Козимо II (1590 – 1621), 4-ти Велик херцог на Тоскана (1609 – 1621), съпруг на Мария Магдалена Австрийска, ерцхерцогиня на Австрия
- Катерина (1593 – 1629), херцогиня на Мантуа и Монферат като съпруга на Фердинандо Гонзага
- Франческо (1594 – 1614), принц от Великото херцогство Тоскана и 4-ти княз на Капестрано, барон на Карапеле, господар на Кастел дел Монте, на Офена и на Буси, военен.
- Карло (1595 – 1666), принц от Велико херцогство Тоскана, кардинал и епископ
- Филипо, нар. Филипино (1598 – 1602)
- Лоренцо (1599 – 1648), дон, военен и дипломат
- Мария Магдалена (1600 – 1633), инвалид
- Клавдия (1604 – 1648), херцогиня на Урбино и ерцхерцогиня на Предна Австрия като  съпруга на Федерико Убалдо дела Ровере и на Леополд V.

## Биография
Въпреки че Елеонора няма вродени деформации на тялото, като по-малката си сестра Мария Магдалена, тя е в лошо здраве. Поради тази причина родителите ѝ не планират династични бракове за нея, за разлика от по-малките ѝ сестри, принцесите Катерина и Клавдия. През 1617 г. се водят преговори за брак между Елеонора и Филип III, крал на Испания и Португалия, овдовял в първия си брак, но по неизвестни причини той не е сключен.
Принцесата умира във Флоренция на на 26-годишна възраст от едра шарка. Някои източници казват, че тя „умряла от мъка“, след като годеникът ѝ е отказал да се ожени за нея. Погребана е в Параклисите на Медичите в базиликата „Сан Лоренцо“. През 1857 г., по време на първоначално проучване на телата на Медичите, тялото ѝ е открито, както следва: „Беше облечено в плат, изтъкан със златна вълна, примесена с пурпурна коприна, с големи отворени и висящи ръкави, поръсено с изкуствени цветя по дължината на полата, с много голяма дантелена яка около врата.“

## Елеонора де Медичи в изкуството
Запазени са изображения на Елеонора приживе: детски портрети от 1597 – 1598 г. от Тиберио Тити и Кристофано Алори, и няколко възрастни портрета от неизвестни автори. Портретът на принцесата от Флорентинската живописна школа в колекцията във Вила „Черето-Гуиди“ е идентифициран от изкуствоведката Лиза Голденберг-Стопато като изображение на Мария Анна Австрийска от Юстус Сустерманс.
Изображения на Елеонора са запазени и върху флорентински медальони. Един от тях, дело на Антонио Селви, изобразява нейния бюст на лицевата страна със скъпоценна висулка на дясното рамо и надпис на латински „Елеонора, дъщеря на великия княз Фердинанд I“, а на обратната страна – кораб в бурно море с надпис и на латински „Правилният път“.
- Портрет от Тиберио Тити
- Портрет от анонимен автор